# Dasyhelea fenerivensis
Dasyhelea fenerivensis är en tvåvingeart som beskrevs av Meillon 1961. Dasyhelea fenerivensis ingår i släktet Dasyhelea och familjen svidknott.
Artens utbredningsområde är Madagaskar. Inga underarter finns listade i Catalogue of Life.